# Lovitura de stat din Bangladesh din 3 noiembrie 1975
Lovitura de stat din Bangladesh din 3 noiembrie 1975 a fost o lovitură de stat militară condusă de generalul-maior Khaled Mosharraf pentru a-i îndepărta de la putere pe asasinii lui Sheikh Mujibur Rahman.

## Istoric
Președintele Bangladeshului Sheikh Mujibur Rahman a fost asasinat în lovitura de stat din Bangladesh din 15 august 1975 de către ofițerii nemulțumiți ai armatei Bangladeshului, conduși de maiorul Syed Faruque Rahman. Sheikh Mujibur Rahman a condus Bangladeshul în timpul războiului de eliberare din Bangladesh din 1971. El a fost președintele fondator al Bangladeshului și liderul guvernului Mujibnagar (guvernul Bangladeshului din exil). În urma foametei din Bangladesh din 1974, el a format o forță de securitate specială, Rakhi Bahini, și a creat un partid de stat, BAKSAL. Măsurile luate de Sheikh Mujibur Rahman nu au fost populare în Bangladesh. Khondaker Mostaq Ahmad a fost ministrul comerțului în cabinetul Sheikh Mujibur Rahman. După asasinarea lui Sheikh Mujibur Rahman, el, cu sprijinul ofițerilor de armată implicați în lovitura de stat, s-a declarat președintele Bangladeshului.
Generalul de brigadă Khaled Mosharraf era un ofițer bengalez în armata pakistaneză. S-a alăturat lui Mukti Bahini după începerea războiului de eliberare din Bangladesh. A fost comandant de sector. El a fost numit de guvernul Mujibnagar să conducă sectorul 2 al Mukti Bahini. A supraviețuit unei răni de glonț la cap în timpul războiului și i s-a oferit tratament în Lucknow, India. După ce Bangladeshul a devenit o țară independentă, a fost decorat de conducerea Bangladeshului cu premiul Bir Uttam pentru rolul său în război. În 1975, făcea parte din personalul șefului de stat major al armatei din Bangladesh.

## Evenimente
După asasinarea lui Sheikh Mujibur Rahman, asasinii și-au stabilit guvernul cu sediul în Bangabhaban (Palatul Prezidențial) sub comanda lui Khondaker Mostaq Ahmad. La 3 noiembrie 1975, generalul de brigadă Khaled Mosharraf a lansat o lovitură de stat pentru a-i îndepărta pe asasini de la putere, iar pe Khondaker Mostaq Ahmad de la președinție. Khaled Mosharraf a fost sprijinit de colonelul Shafaat Jamil, comandantul brigăzii a 46-a de Infanterie cu sediul în Dhaka. Erau îngrijorați de disciplina din cadrul armatei a subofițerilor mai tineri care emiteau ordine din palatul prezidențial. Khaled Mosharraf și șeful armatei, Ziaur Rahman, nu au fost de acord cu privire la momentul eliminării rebelilor de la putere. Khaled dorea ca aceasta să fie făcută cât mai curând posibil, în timp ce Zia voia să aștepte până când artileria grea era să fie scoasă din Palatul Prezidențial. A folosit elicoptere ale Forțelor Aeriene din Bangladesh pentru a-i speria pe rebelii aflați în Palatul Prezidențial.
Întrucât o confruntare militară devenea iminentă, Muhammad Ghulam Tawab, șeful Forțelor Aeriene a putut să-i convingă pe rebeli să își negocieze plecarea de la putere și din palatul prezidențial. Muhammad Ghulam Tawab a fost numit în funcția sa de către rebeli după asasinarea lui Sheikh Mujibur Rahman. Rebelii au convenit cu privire la condițiile prin care li se asigura plecarea în siguranță în Thailanda. La 3 noiembrie 1975, înainte ca rebelii să plece în exil, au ucis patru lideri ai Ligii Awami din Bangladesh aflați în închisoare. Cei patru lideri au fost Syed Nazrul Islam, fost vicepreședinte și președinte interimar al Bangladeshului, Tajuddin Ahmad, fost prim-ministru, Muhammad Mansur Ali, la fel fost prim-ministru, și Abul Hasnat Muhammad Qamaruzzaman, fost ministru de interne. Khaled Mosharraf a ordonat arestarea lui K.M. Obaidur Rahman, a lui Nurul Islam Manzur, a lui Shah Moazzam Hossain și a lui Taheruddin Thakur, aceștia fiind politicieni ai Ligii Awami din Bangladesh care s-au aliat cu Khondaker Mostaq Ahmad. La 4 noiembrie 1975, Khaled a fost promovat ca general-maior și ca șef al Statului Major al Armatei. Ziaur Rahman a fost retras din serviciu și plasat în arest la domiciliu în Cantonamentul Dhaka. Abu Sadat Mohammad Sayem, judecătorul principal al Bangladeshului, a fost făcut președinte și l-a înlocuit pe Khondaker Mostaq Ahmad.
Generalul-maior Khaled Mosharraf a fost ucis în lovitura de stat din Bangladesh din 7 noiembrie 1975 condusă de colonelul Abu Taher cu sprijinul Jatiya Samajtantrik Dal. Colonelul Najmul Huda și locotenent-colonelul Abu Taher Mohammad Haider au fost, de asemenea, uciși în timpul loviturii de stat. Ofițerii erau în vizită la Regimentul 10 al Bengalului de Est când au fost uciși de soldații regimentului. De asemenea, lovitura de stat l-a eliberat și reinstalat pe generalul Ziaur Rahman.

## Moștenire
În Bangladesh, 3 noiembrie este comemorată drept Ziua Uciderii în Închisoare din cauza uciderii celor patru lideri din închisoarea centrală din Dhaka.